# Тротинетка
Тротинетката е компактно и много популярно превозно средство в града. Използва се най-често от деца с цел забавление и по-рядко възрастни с цел транспорт в града или спорт. В най-общия случай конструкцията на тротинетката включва минимум две полиуретанови колела с лагери, кормилен механизъм и платформа, на която се стъпва с един крак, а с другия се избутва от земята за ускорение. Моделите с двигател също може да имат и седалка като на велосипед. Тротинетките за изпълнение на трикове се различават съществено от тези основно за превоз. В някои големи градове силно разпространени са и електрическите тротинетки, които могат да се шофират от всеки,без даже да е необходима шофьорка книжка.

## История
През 1817 г. Карл Драйс създава първата тротинетка, която наричат „машина за бързо ходене“, като прототипът е бил снабден дървена рама, две дървени колела, с кормило и седалка. Придвижването е ставало по класическия начин, или чрез правене на големи крачки. Още в началото на 20 век съществуват сведения за самоделни тротинетки в индустриалните зони на Европа и Северна Америка.